# Emerald Edge
Emerald Edge ist eine deutsche Progressive-Metal-Band aus dem Raum Düsseldorf.

## Geschichte
Emerald Edge wurde im Jahr 2002 von Volker Faas und Martin Wendler gegründet. Im Jahr 2003 stieß Schlagzeuger Andreas Christ dazu, drei Monate später Sängerin Tanja Maul. Im Sommer 2004 nahm die Band ihr erstes Demo mit den Liedern Under Control, Terrify, A Crack in the Mirror, Mysterious Seasons, Shade of the Dragon und The Mirror Speaks auf, welches am 31. Oktober 2004 im Rahmen eines Auftritts zu Halloween veröffentlicht wurde. Ende 2005 fand man in Alessio Nocita endlich den lange gesuchten Keyboarder.
Im März 2006 verließ Tanja Maul nach zwei Jahren die Band wegen musikalischer Differenzen. Ein neuer Sänger wurde erst 2007 in Alice Aschauer gefunden.
Im Juni 2008 begannen die Aufnahmen zum zweiten Album By the Light of the Dark Star. Unterstützt wurden die fünf Musiker dabei von Markus Frehn (C-Fiction). Eingespielt wurden insgesamt sechs Stücke, wobei Menace from the Inner Core fast 30 Minuten lang ist. Die Aufnahmesessions dauerten bis Sommer 2009. Zu Beginn der Mixingsessions im September 2009 trennten sich dann nach sechs Jahren die Wege von Andreas Christ und Emerald Edge.
Drei Monate später übernahm Artur Wlossek den Stuhl hinter dem Schlagzeug. Durch ihn kamen neue Einflüsse in die Band und man begann damit, ein neues Lied Lost (Chapter II) zu schreiben und das alte Material aufzuarbeiten. Im Oktober 2010 gab Artur sein Live-Debüt als Schlagzeuger im Düsseldorfer AK47. Hier stellen die Musiker auch weiteres neues Material vor.
Dort fiel auch die Entscheidung weiter an neuem Material zu arbeiten und die Veröffentlichung von By the Light of the Dark Star zurückzustellen, da die Resonanz auf die neuen Stücke durchweg positiv ausfiel. Gut ein Jahr später war die Maxi-CD The Ladder of Some Dream mit insgesamt drei Stücken fertig.
Erst 2013 fand die Band mit einer Setlist von zweieinhalb Stunden wieder den Weg auf die Bühne. Bei insgesamt zehn Konzerten wurden Lieder aus nunmehr zehn Jahren Bandgeschichte präsentiert. Im August 2013 erschien endlich auch By the Light of the Dark Star. Die CD ist ausschließlich auf Konzerten und im Shop erhältlich.
Im August 2014 ging die Band wieder ins Studio, um in Eigenproduktion acht neue Lieder aufzunehmen. Die Aufnahmen verzögerten sich jedoch, da Alessio Nocita die Band Ende 2014 aus beruflichen Gründen verließ. Die Aufnahmen wurden auf Eis gelegt, bis ein neuer Keyboarder gefunden wurde. Die Band kehrte zu viert auf die Bühne zurück und spielte ein paar Konzerte, bevor im Herbst 2015 Robert Köhler (ehemals Inquire) den Job als neuer Keyboarder antrat.
Im Sommer 2016 konnten die Aufnahmen endlich fortgesetzt werden. Die noch ausstehenden Gesangsspuren sowie die Keyboards wurden eingespielt und das Album anschließend abgemischt. Das Album Surreal erschien im März 2017.

## Diskografie
- 2004: The Mirror Speaks (Demo)
- 2013: By the Light of the Dark Star (Album)
- 2017: Surreal (Album)